# Ϋ
Cette page contient des caractères spéciaux ou non latins. S’ils s’affichent mal (▯, ?, etc.), consultez la page d’aide Unicode.
Upsilon tréma (capitale : Ϋ, minuscule: ϋ) est une lettre de l’alphabet grec, utilisée pour marquer le diérèse en grec ancien, ainsi que pour une diphtongue sans accent tonique en grec moderne, ou dans certaines translittérations. Il s’agit de la lettre upsilon diacritée d’un tréma.

## Utilisation
Le ϋ est utilisé par certains auteurs pour translittérer la lettre latine u et le son français /y/, par exemple dans la traduction de Christophos Christidès du Discours de la méthode de René Descartes publiée en 1976 ou encore dans la transcription de dialectes grecs.

## Représentations informatiques
L’upsilon tréma peut être représenté par les caractères Unicode suivants :
- précomposé (grec et copte) :

| forme     | représentation | chaîne de caractères | point de code | description                            |
| --------- | -------------- | -------------------- | ------------- | -------------------------------------- |
| capitale  | Ϋ              | Ϋ                    | U+03AB        | lettre majuscule grecque upsilon tréma |
| minuscule | ϋ              | ϋ                    | U+03CB        | lettre minuscule grecque upsilon tréma |

- décomposé (grec et copte, diacritiques) :

| forme     | représentation | chaîne de caractères | point de code | description                                        |
| --------- | -------------- | -------------------- | ------------- | -------------------------------------------------- |
| capitale  | Ϋ              | Υ◌̈                   | U+03A5 U+0308 | lettre majuscule grecque upsilon diacritique tréma |
| minuscule | ϋ              | υ◌̈                   | U+03C5 U+0308 | lettre minuscule grecque upsilon diacritique tréma |